# Vampyrkrönikan
Vampyrkrönikan ("The Vampire Chronicles") är en serie på tretton böcker av Anne Rice. Serien handlar huvudsakligen om vampyren Lestat de Lioncourt, men även om andra vampyrer, bland andra Marius de Romanus, Louis de Pointe du Lac, David Talbot och Armand.

## Böckerna
- En vampyrs bekännelse (Interview with the Vampire) (1976)
- Nattens furste (The Vampire Lestat) (1985)
- De fördömdas drottning (The Queen of the Damned) (1988)
- De dödligas förförare (The Tale of the Body Thief) (1992)
- Djävulens frestelser (Memnoch the Devil) (1995)
- The Vampire Armand (1998)
- Merrick (2000)
- Blood and Gold (2001)
- Blackwood Farm (2002)
- Blood Canticle (2003)
- Prince Lestat (2014)
- Prince Lestat and the realms of Atlantis (2016)
- Blood Communion: A Tale of Prince Lestat (2018)

## Böcker som blivit till film och tv-serie
Den första filmatiseringen kom 1994. "Interview with the Vampire" regisserades av Neil Jordan och manuset skrevs av Anne Rice själv. Filmens handling följde boken ganska bra; allting hade bara kortats ner och några mindre ändringar i historien hade gjorts. I rollerna finner man Tom Cruise som Lestat de Lioncourt, Brad Pitt som Louis de Pointe du Lac, Antonio Banderas som Armand, Kirsten Dunst som Claudia, Stephen Rea som Santiago och Christian Slater som Daniel Molloy.
2002 kom filmen "The Queen of the Damned", denna gång regisserad av Michael Rymer och med manus av Scott Abbot. I rollerna finner man Stuart Townsend som Lestat och Lena Olin i rollen som Maharet. Denna gång gick däremot inte överföringen från bok till film lika bra. I ett försök av Warner Bros att inte förlora rättigheterna till filmatiseringen av de tre första böckerna bestämde man sig för att skriva ihop "The Vampire Lestat" och "The Queen of the Damned" till en film. Resultatet blev att nästan all information i filmen är, sett ur böckernas synpunkt, felaktig.
2022 gjordes en ny filmatisering av den första boken med AMCs streaming-serie "Interview with the vampire". Flera aspekter förändrades medvetet mot både boken och 1994 filmatiseringen: Louis (Jacob Anderson) är nu en svart bordellägare, inte en vit plantageägare. Serien börjar på 1910-talet, inte slutet av 1700-talet. Barnvampyren Claudia (Bailey Bass i första säsongen, Delainey Hayles i andra), även hon svart, gestaltas som en äldre tonåring. Händelseförloppet är dock boken tämligen trogen: Den franske vampyren Lestat (Sam Reid) kommer till New Orleans och förför Louis till vampyrismen. Både huvudpersonernas homo- och bisexualitet är tydligare uttalad än i föregående versioner och upplevelserna av homofobi och rasism bidrar till att de två vampyrerna förhållande sakta krackelerar. Serien har mottagits med positiv kritik och en tredje säsong är utannonserad för 2026. Den skall adaptera den andra boken och har därför titeln "The Vampire Lestat".

## Rollfigurer

### Armand
Armand är en vampyr som var 17 år när han skapades och beskrivs som otroligt vacker. Han har långt rött hår, mörkbruna ögon samt ett ansikte som en "Botticelli-ängel". Armand är en viktig figur och dyker upp ganska ofta i "The Vampire Chronicles".
Armand dyker upp redan i den första boken, "Interview with the Vampire", där han lär känna Louis som tillsammans med Claudia har flytt från New Orleans till Paris. I "The Vampire Lestat" får man veta hur Armand blev vampyr och hans liv därefter som sektmedlem i The Children of Darkness innan han möter Lestat och tar över Théâtre des Vampires. Även i tredje boken, "The Queen of the Damned" har Armand en liten roll då Daniel Molloy, som efter sin intervju med Louis, vill bli vampyr och söker efter Lestat men istället finner Armand som efter en utdragen väntan gör honom till vampyr. Under "The Tale of the Body Thief" omnämns Armand enbart – då han ser det som en gåva att få vara mänsklig ett tag - och dyker upp först igen i "Memnoch the Devil" där han och David försöker avråda Lestat att hjälpa Djävulen.
I sin egen bok "The Vampire Armand" får Armand utrymme att berätta hela sin livshistoria om hur han tillfångatogs som ung pojke i Ryssland och fördes till Italien. Han blir sedan köpt av Marius och de inleder en intim relation med varandra, vilket avslöjar Marius riktiga natur. Armand nekas dock att bli vampyr vilket får honom att inleda en affär med Lord Harlech som efter det anser att ingen – utom han själv – förtjänar Armand. Detta leder till att Lord Harlech tillfogar Armand dödliga sår och Marius tvingas göra honom till vampyr. Den sista gången Armand dyker upp är i "Blood and Gold" då Marius berättar sin livshistoria, inklusive sin tid med Armand.
Armand hete från början Andreij men blir omdöpt av Marius till Amadeo. Då Armand blev tillfångatagen av The children of darkness byter sektledaren namn på honom till Armand, då han tycker att Amadeo är för religiöst.

#### Filmerna
I En vampyrs bekännelse spelas Armand av Antonio Banderas och i De fördömdas drottning (Queen of the Damned) innehas rollen av Matthew Newton. I De fördömdas drottning har Armand dock en mindre roll, och Antonio och Matthew är olika, så man anar knappt att Armand är med i filmen. Armand är egentligen väldigt ung, i alla fall till utseendet, bara 17 år. Antonio Banderas är egentligen för gammal för rollen, medan Matthew Newton passar bättre åldersmässigt.

### Akasha och Enkil (Those Who Must Be Kept)
Akasha och Enkil är ett kungapar från det tidiga Egypten som är vampyrer. De introduceras i The Vampire Lestat och man får veta mer i The Queen of the Damned. I filmen The Queen of the Damned spelas Akasha av bortgångna Aaliyah.
Historien om Akasha och Enkil börjar långt före pyramiderna och faraonerna. Akasha och Enkil regerade då i Nildalen. När de får höra talas om ett par häxor i närheten vill de prata med dem. Häxorna, Maharet och Mekare ville ogärna men hamnar där i alla fall. En ond ande, Amel, säger att hemska saker kommer att hända. Kungaparet vill veta mer om deras krafter, men de vill inte tro på det de har att säga och en konflikt uppstår. Det slutar med att Khayman våldtar systrarna, vilka skickas hem sen. I sin ilska har Mekare, egentligen mot sin vilja, skickat Amel på dem. Amel hemsöker trakten och kungaparet låser in sig i ett hus för att kommunicera med honom. De vill inte ta emot hjälp eftersom de måste visa sig starka, riket knakar nämligen i fogarna.
Väl där inne blir Akasha och Enkil besatta av anden och dör, i alla fall deras kroppar. Med anden inom sig får de övernaturliga krafter, blir odödliga och måste livnära sig på blod. Med andra ord har de allra första vampyrerna fötts. De skickar efter Maharet och Mekare igen, men tvillingsystrarna kan inte göra så mycket vilket inte accepteras av Akasha. Mekare, som är den som för deras talan får tungan utskuren som straff, samtidigt får Maharet sina ögon utskurna som straff eftersom hon är den som ser saker och ting. Senare görs de till vampyrer av Khayman, som blivit biten han också; om de är fler kan de bekämpa kungen och drottningen. Men det går inte som de tänkt sig. Mekare och Maharet separeras och återförenas inte förrän på 1980-talet, Khayman lyckas dock fly och lever vidare. Efter många år hamnar Akasha och Enkil i en dvala eller sorts sömn, de sover i flera tusen år.
Under denna tid tas de om hand av en väktare. Vampyrerna som skapades av Khayman, Mekare och Maharet har förökat sig och kungaparet står på så sätt i förbindelse med alla; om de dör så dör alla vampyrer, men efter så många år tror ingen på det längre. För att testa teorin ställer väktaren ut dem i solen. Kungaparet får knappt en solbränna eftersom de är så kraftfulla efter så många år som vampyrer, men runt om i världen brinner svaga vampyrer upp. Efter denna händelse tas de om hand av Marius de Romanus. När Lestat de Lioncourt är på besök spelar han musik för dem och han utbyter blod med Akasha och väcker Enkils vrede. Marius räddar dock situationen och kungaparet faller i sömn igen. Flera hundra år senare blir Lestat rockstjärna och väcker Akasha fullt ut. När hon vaknar dödar hon Enkil och begraver Marius under is, hon blir dock räddad av några vänner. Akasha vill skapa en ny värld efter sina egna visioner, vilket är mindre bra. Akasha bränner upp alla som är emot henne samtidigt som de överlevande samlar sig för diskutera vad som ska göras. Anden trädde in i Akasha först, därför dör alla vampyrer om hon dör. Det är i alla fall vad man tror. I stridens hetta kommer Mekare tillbaka och hugger huvudet av Akasha och äter upp hennes hjärna och hjärta. Troligen har hon på så sätt tagit över Akashas kraft och är nu vampyrernas drottning. Vampyrerna var dock nära döden, man får följa Lestat då han ser sig omkring då han och alla andra håller på att dö. Detta blev slutet för "Those Who Must Be Kept".

### Claudia
Claudia var inte ens sex år gammal när hon föddes till mörkret. Hennes familj hade dött i pesten och när hon grät över sin mor som varit död i flera dagar fann Louis henne och drack från henne. Senare gjorde Lestat henne till vampyr för sin egen och Louis skull och sade senare att han bara ville se vad som skulle hända, då det var emot reglerna att göra ett barn till vampyr.

### Daniel Molloy
Han intervjuade Louis i första boken. Senare gör Armand honom till vampyr

### David Talbot
David Talbot är människa och ledare för Talamasca, ett sällskap som försöker förstå det övernaturliga. Han besitter några få övernaturliga krafter såsom att flytta saker med tanken och att läsa tankar. Man möter honom första gången i boken De fördömdas drottning (Queen of the Damned).

### Gabrielle de Lioncourt
Lestats mor vandrar i djungler och gröna skogar, och kommer för att se Lestat endast en gång varje århundrade, om hon kommer över huvud taget. Hon förstod inte de dödligas värld och hade inte tålamod med sin odödliga ras länge. Hon ogillas av de flesta odödliga, mest för att de inte förstår henne.

### Jessica Miriam Reeves
Jessica, kallad "Jesse" är släkting till den urgamla vampyren Maharet, som man kan läsa om i boken "De fördömdas drottning". Jesse har, liksom alla kvinnor i sin släkt, en övernaturlig förmåga att se andar. Hon var medlem i den paranormala organisationen, Talamascan - ett hemligt sällskap som studerar bl.a. vampyrer. Hon var 35 år när hon blev vampyr, skapad av Maharet precis efter att hon fått dödliga skador av en vampyr på Lestats rockkonsert.

### Khayman
Khayman gjordes runt 2000 f.Kr. av Akasha, och gjorde efter det både Maharet och Mekare till vampyrer. Han var den ende som var vänlig mot dem när de var inlåsta i Akashas palats och erbjöd dem mat och sällskap. När han tvingades våldta tvillingarna (Maharet och Mekare) blev han far till Maharets enda barn, Miriam. Han har vandrat ensam i världen sedan dess i glömska, och roar sig då med att reta Talamasca; de kallar honom "Benjamin the Devil".

### Lestat de Lioncourt
Lestat de Lioncourt är huvudpersonen i berättelsen. Rollen spelas av Tom Cruise i filmatiseringen av Interview with the Vampire (En vampyrs bekännelse) och av Stuart Townsend i filmatiseringen av The Queen of the Damned (De fördömdas drottning).
Lestat är krönikans rebell. Ofta är han olydig, han gör tvärtemot vad som är accepterat och hamnar ofta i trubbel. Marius, fadersfiguren i serien och vän till Lestat, kallar honom "the damndest creature" och bland andra vampyrer är han känd som "the brat prince". Lestat är väldigt självgod med höga tankar om sig själv och titulerar sig "The Vampire Lestat". Har man läst "The Vampire Chronicles" kan man förstå Lestats personlighet och den ger böckerna en viss charm.

### Louis de Pointe du Lac
Louis var 24 när Lestat gjorde honom till vampyr. Han bodde i Louisiana och ägde en plantage strax utanför New Orleans. Efter sin brors död, vilken han skyllde på sig själv, längtade han efter döden. Även då han sade ja när Lestat gav honom valet mellan döden och vampyr, ångrade han genast sitt beslut när han förstod att han måste döda levande varelser för att överleva.
Efter att ha blivit vampyr sörjde han förlusten av sitt mänskliga liv. Skulden över att ta mänskliga liv blev för stor så han valde att leva av djur i många år. När Lestat gjorde Claudia, älskade han henne mer än han älskat någon annan.
Han var huvudpersonen i "Interview with the Vampire", och i "The Vampire Lestat" återförenas han med Lestat igen. I "The Queen of the Damned", är han inte med så mycket, egentligen bara i slutet, och i "The Tale of the Body Thief" vänder han ryggen till Lestat när denne bad honom om hjälp. I "Merrick" hjälper Merrick honom att kalla upp Claudias ande, och efter det gör han Merrick till vampyr och möter sedan morgonsolen. Kvällen efter vaknar Lestat upp, och efter tårfyllda bönanden från Merrick, häller han sitt blod på Louis och bringar honom tillbaka, starkare än någonsin tidigare.

### Viktor
Viktor är Lestats son. Han skapades i dr Fareed Bhansalis och Seths laboratorium, då de gav Lestat hormoner så han kunde älska med en dödlig forskare, Flannery Gilman. Han var 19 år då han gjordes till vampyr av Marius och Pandora. Han beskrivs som lugn och mogen för sin ålder. Han är uppvuxen med Fareed och Seth i deras laboratorium och har fått allt han behöver, resa och utbildning, men inte en normal barndom och inga vänner i sin egen ålder. Lestat träffade han först i vuxen ålder, men han har växt upp med historier om sin far och hela tiden vetat vem Lestat är. Viktor anser att han har fyra föräldrar, Seth, Fareed, Flannery och Lestat. Han har en flickvän som heter Rose som gjordes till vampyr samtidigt som honom.  

### Magnus
Magnus är Lestats skapare och dyker upp kort i The Vampire Lestat. Han letade efter en arvinge och någon som kunde sprida hans aska. Han kidnappade unga män med blå ögon och blont hår som han låste in i en källare, då de inte levde upp till hans krav lät han dem dö. Lestat ser Magnus första gången då han uppträder på scenen i Reauds teater. Lestat klarar Magnus prov och blir hans arvinge. Magnus bränner därefter upp sig på ett stort bål. Under sin tid som vampyr hade han samlat ihop en mängd värdefulla saker från dödliga som Lestat får ärva.
Magnus var i sitt dödliga liv en känd och inflytelserik alkemist. Han stal vampyrblodet av Benedict som hade varit dum nog att avslöja var han låg och sov dagtid. Magnus beskrivs som ful, utan andra tänder än sina vampyrtänder. Han var gammal då han stal blodet. 
I Prince Lestat dyker Magnus upp kort igen som en ande. Han tillhör nu De äldre inom Talamasca.

### Maharet och Mekare
Maharet och Mekare är tvillingsystrar som introducerades i The Queen of the Damned. Från början var de båda häxor. Innan Maharet blev vampyr födde hon ett barn som förde hennes släkt vidare. Genom hela sitt liv vakade hon över sina ättlingar. Jessica Miriam Reeves (Jesse) är en av de som levde i nutiden, men i och med en dödlig skada gjorde Maharet Jesse till vampyr. Både Mekare och Maharet blev vampyrer för ungefär 6000 år sedan och tillsammans med Khayman är de allra äldsta vampyrerna.

### Marius de Romanus
Marius dyker upp i de flesta böcker, men i Blood and Gold har han huvudrollen. I filmatiseringen av den tredje boken i serien, "The Queen of the Damned", spelades Marius av Vincent Pérez. I filmen har Marius kort mörkbrunt hår och gröna ögon, men egentligen ska han ha ganska långt blont hår och blå ögon. Under hela bokserien fungerar Marius som en fadersfigur på grund av sin ålder och sin kunskap. Förutom Khayman, Mekare och Maharet är Marius troligen en av de äldsta vampyrerna som finns.
Marius är optimistisk, bildad, vis, en bra lärare och intelligent. Dessa färdigheter gör Marius till en utmärkt fadersgestalt för många yngre vampyrer, vilket de flesta också ser honom som. Vidare är Marius ungefär 2000 år gammal och har därför utvecklat många avancerade krafter; han kan bränna upp andra svagare vampyrer med tanken, han kan döda vanliga dödliga med tanken, han kan flyga, han kan lätt läsa andras tankar och han kan effektivt dölja sina egna tankar.

### Nicholas de Lenfent
Nicolas de Lenfent var en god vän och älskare till Lestat de Lioncourt under hans dödliga år. Han beskrivs i Lestats bok "Mörkrets furste" som lång, med brunt hår. Nicolas trotsade sin far genom att spela fiol. Han och Lestat levde under 1700-talet och de rymde tillsammans till storstaden Paris. När Lestat blir tagen av vampyren Magnus och gjord till vampyr gör Lestat därefter Nicolas till vampyr. Men Nicolas klarar inte av vampyrlivet länge, han skriver pjäser på Vampyrteatern, där han är tillsammans med Armand och de andra från Les Inocents, men Nicolas tar slutligen livet av sig genom att kasta sig i elden.

### Pandora
Pandora är en stor skönhet från Rom, från åren precis innan Kristi födelse. Hon är en av följeslagarna till Isis - eller Akasha, vilket förklarar hennes reaktion på Akashas död. Hon var gjord när hon var 35 år av Marius, och de levde tillsammans i 200 år innan han lämnade henne. Hon har bara gjort Flavius, sin enbenta tjänare, till vampyr.

### Santiago
Santiago är en av vampyrerna på Vampyrteatern i Paris. När Louis och Claudia kommer till staden i sitt sökande efter andra vampyrer är det han som först kontaktar dem. Figurer dyker bara upp i "Interview with the Vampire" och har en ganska liten roll som fiende, eller i alla fall ovän, till Louis.

### Santino
Santino nämns första gången i "The Vampire Lestat" då Armand kortfattat berättar sin livshistoria för Lestat. Santino var ledare för en vampyrsekt som kallas The Children of Darkness. Santino skickade en del av sina undersåtar att attackera Marius hus i Venedig eftersom han inte lever efter de rätta reglerna enligt Santino. Armand, som nyligen blivit vampyr, tvingas bli medlem i sekten. När Armand avancerat låter Santino honom leda sekten i Paris.
I "The Queen of the Damned" dyker Santino upp igen. Akasha har rest sig och vill regera över världen, vilket inte kan tillåtas. När hon vaknade raserade hon Marius hus, som snabbt täcktes av is i det kalla klimatet. Santino hör Marius varningar och rop på hjälp. Han och Pandora tar sig till honom och hjälper honom. Santinos försöker troligen gottgöra sina gärningar, men Marius är inte på ett förlåtande humör. Tillsammans tar de sig till mötet där alla vampyrer av intresse samlas för att diskutera situationen. Santino är med hela tiden och lyssnar till Maharets historia, vilken berättas för att de ska förstå hur de kan besegra Akasha, och varför hon inte kan tillåtas regera. När Marius försöker få Akasha på rätta tankar kastar hon in honom i väggen och Santino hjälper honom upp. När hon har besegrats tillbringar Santino tiden med de andra på The Night Island.
I "The Vampire Armand" får man veta hur Santino fick Armand att bli medlem i sekten efter eldsvådan och förstörelsen i Venedig. Marius blev illa bränd medan Armand och Marius pojklärlingar kidnappades. Pojkarna bränns till döds och det tänkte de göra med Armand också, men Santino trodde att Armand kunde bli en bra ledare. Han lät Armand svälta i flera dagar innan han lät kasta in ett offer till honom. En gång kastar han i Riccardo, som är kompis till Armand då de båda levde i Marius hus innan eldsvådan. I sin hunger tänker inte stackars Armand på vem det är han dödar. Genom detta och genom hjälp från Alessandra lyckas de omvända Armand. Sedan skickas Armand till Paris som ledare. Den förra ledaren hade begått självmord, vilket Alessandra också gör sedan, men innan dess följer hon med Armand till Paris. Marius hade gett Armand namnet Amadeo, men Santino ser Armand som ett mer passande namn för en sektledare. I slutet av boken, i modern tid, ser Armand både Santino och Marius då de gör sig av med vampyrers kvarlevor. Många har bränt sig för Gud efter att Lestat kommit tillbaka med Veronikas svetteduk efter sina äventyr med Memnoch. Bevis för vampyrernas existens måste utrotas och Santino och Marius gör det tillsammans.
Santino dyker inte upp igen förrän i "Blood and Gold". Han är ledare för The Children of darkness i Rom och vill ha Marius som deras ledare. Santino frågar också om vilka Those Who Must Be Kept är. Marius avvisar honom och skrämmer honom genom att sätta eld på hans kläder med tankekraft. Man får veta att även Mael avvisat Santino. Santino skickar sina följeslagare till Marius hus många år senare och kidnappar, och omvänder, Armand. Man får också veta hur sekten upplöstes i Rom, och upplösningen spreds sen till Paris. Santino hade tydligen fått besök av Pandora och en annan äldre vampyr, som troligen var Maharet. Det de sa krossade hans tro och utan hans ledarskap kollapsade sekten. Man får också veta att Marius inte har förgjort Santino eftersom han inte sett honom under alla år, under Akashakrisen fanns ingen tid och i modern tid vill han ha tillåtelse från de äldsta. Ändå har han känt ett stort hat till Santino. När Marius berättat allt för vampyren Thorne hämtas de till Maharet, som ej tillåter förgörelsen av Santino. Men Thorne bränner i alla fall upp Santino med tankekraft för att lätta Marius börda och ger frivilligt sina ögon till Maharet som straff.

## Organisationer, religion och sällskap i böckerna

### Théâtre des Vampires
Théâtre des Vampires är en teater i Paris som sköts av vampyrer. Vampyrerna låtsas vara människor som agerar vampyrer på scen. Publiken har ingen aning om att de som händer på scenen är verkligt. Man dödar offer på scenen som en teaterakt och sällskapets ledare är Armand. Detta får man veta genom Louis i "Interview with the Vampire". 
I "The Vampire Lestat" får man veta teaterns historia. När Lestat vara dödlig var han djupt deprimerad, men han flyttade sedan till Paris med Nicholas. Lestat blir skådespelare medan Nicholas spelar musik under akterna. När Lestat blir vampyr köper han teatern men kan av uppenbara skäl inte agera längre. Senare gör Lestat sin mor Gabrielle till vampyr och de bor i Paris. Till slut kontaktas de av ett vampyrsällskap, The Children of Darkness. De har en typ av religiös tro och styrs av Armand. De försöker tvinga Gabrielle och Lestat att bli medlemmar, men de lyckas inte. Istället gör Lestat så att sällskapet upphör. Armand som inte längre har någonting att tro på och är ensam får ta hand om teatern. Teatern blir Théâtre des Vampires.
Teaterns bränns dock ner senare av Louis. Sällskapet dödade nämligen Louis och Lestats "dotter" Claudia. Som hämnd bränner han ner teatern och dödar vampyrerna. Armand var dock inte där, han visste vad som skulle hända. Efter detta lämnar Armand och Louis teatern i ruiner och reser världen runt tillsammans under flera år.

### The Children of Darkness
The Children of Darkness är ett vampyrsällskap som fungerar som en satanistisk sekt. De anser sig vara tvungna att tjäna Satan eftersom de är hans avkomma, och genom att tjäna honom tjänar de Gud. Man kan säga att det tror på en harmoni mellan ondska och godhet på jorden, och det är deras jobb att vara ondskan. De tror således på alla föreställningar om att vampyrer inte kan gå in i kyrkor och vidröra krucifix. De har också diverse ritualer, traditioner och lagar. Det finns flera sällskap utspridda världen över, bland annat i Paris och Italien. 
När Armand tillfångatas och blir medlem i sällskapet i Venedig, vilket leds av Santino, avancerar han snabbt och blir ledare för sekten i Paris. När Lestat kommer dit splittrar han dock det hela, men sällskapet höll på att upplösas redan innan. Sällskapet hade inte hört från Santino eller några andra sällskap och Armand försökte desperat upprätthålla ordning. Troligen hade alla sekter upplösts redan, förutom det i Paris. Alltså var det bara en tidsfråga.

### The God of the Grove
The God of the Grove är benämningen på en vampyr som sitter fängslad, mer eller mindre, och dyrkas av druider. Det fanns flera stycken utspridda i världen innan religionen upplöstes. Det var kristna, romare och allmänna barbarer som härjade i området som till slut krossade tron. Vidare tvingades vampyren att svälta mellan varje fullmåne och vid varje fullmåne hade man en stor offerfest. Offerfesten kallades The Feast of Shaiman. Man får veta detta när Marius berättar om sitt liv för Lestat i "The Vampire Lestat". Man får också mer utförlig information i "Blood and Gold". 
Mael var en av druiderna som hämtade Marius och gav honom till en av dessa vampyrer. Efter att Marius blivit vampyr lyckas han fly och tar reda på varför vampyrer runt om i världen brinner upp, vilket hans skapare ville innan de skildes åt. Det var för att väktaren av Those Who Must Be Kept hade ställt ut dem i solen för att se om alla vampyrer skulle dö om de dog. Detta stämmer eftersom alla vampyrer stod i blodsförbindelse med Akasha. Många vampyrer dog, men inte alla, bara de starkaste överlevde. Detta var ännu ett skäl till att religionen upplöstes. Efter upplösningen, som kom efter flera hundra år, driver många av "vampyrgudarna" omkring, allvarligt brännskadade och försöker tvinga andra vampyrer att ge dem blod så att de kan läka. Marius tog sedan hand om Those Who Must Be Kept i 2000 år.
Marius möter druiden Mael igen i Rom cirka 200 år senare. Det visar sig att de måste ha en ny vampyr då Marius flytt och den gamle guden dödats. Man väljer då Mael, reser till England och han skapas av "vampyrguden" Avicus. Man får dock aldrig veta namnet på vampyren som skapade Marius, men det är ganska oväsentligt eftersom han dödades. Men ändå är detta ett viktigt inslag i serien då en del av figurerna blir vampyrer genom tron. Hur de blir vampyrer är viktigt för historien.

### The Talamasca
Denna organisation har en viktig funktion under hela serien och introduceras i "The Queen of the Damned". Talamasca är ett hemligt sällskap som har funnits sedan år 748. I Prince Lestat får vi veta att organisationen grundades av Marius skapare, vampyren Teskhamen, Amels bror anden Gremt och spöket Hesketh. 
Talamasca undersöker övernaturliga fenomen som vampyrer och häxor. De har flera Moderhus runt om i världen där medlemmarna studerar det övernaturliga, där finns också välfyllda arkiv med informationen de samlat genom århundraden. Filer med information om Lestat är välfyllda bl.a. finns Claudias dagbok i valvet och målningar gjorda av Marius. The Talamasca har inte bara till uppgift att dokumentera det övernaturliga, utan även dölja det för människor i allmänhet när det blir problem, tex. när Théâtre des Vampires brann ner. 
I "The Tale of the Body Thief" och "Merrick" blir informationen mer utförlig då man får ta del av några av de historier som finns. Bland annat berättar David Talbot, chef för organisationen, om häxan Merrick i boken med samma namn. I "The Tale of the Body Thief" får Lestat också information och hjälp av David för att besegra en fd. Talamacamedlem (Raglan James) som stulit hans vampyrkropp. En annan viktig person i The Talamasa är Davids högra hand Aaron Lightner. Även Jesse har en historia där organisationen spelar stor roll för figuren och historien. 
Vidare är det inte bara arkiv som finns världen över, även kontor i bland annat Amsterdam och New Orleans, men själva "Moderhuset" verkar finnas i London. Moderhuset för De äldre befinner sig dock i Frankrike. David och Aaron är de viktigaste för organisationens historia och de är besatta av varsin sak. David är besatt av alla vampyrer som dyker upp i serien medan Aaron är expert på en känd häxfamilj – The Mayfair Withches. Anne Rice har skrivit en hel serie om häxor som heter just "The Mayfair Witches".

### The Night Island
I "The Queen of the Damned" äger Armand en semesterö som heter The Night Island. Efter att Akasha besegrats är det i Armands hus på ön alla vampyrer som var med under kampen samlas. Man umgås länge innan en del börjar vandra iväg periodvis för att sen komma tillbaka, men det slutar med att alla till slut går sin egen väg. Vampyrer tål bara andra vampyrers sällskap ett tag. Det de verkligen vill ha är kärlek från dödliga, då känner de sig mänskliga. Vampyrer vill helt enkelt glömma sin odödlighet, därför gillar de inte förmågan att flyga som de får med åldern, eftersom de då inser att de verkligen inte är mänskliga. Armand säljer ön efter en tid. Men fortfarande kan man besöka platsen och kanske träffa andra vampyrer och höra vad som har hänt och vad som är på gång - nyheter helt enkelt.

### Chateau de Lioncourt
Slottet där Lestat växte upp. Nu är det vampyrernas högsäte. 